# Peristilo

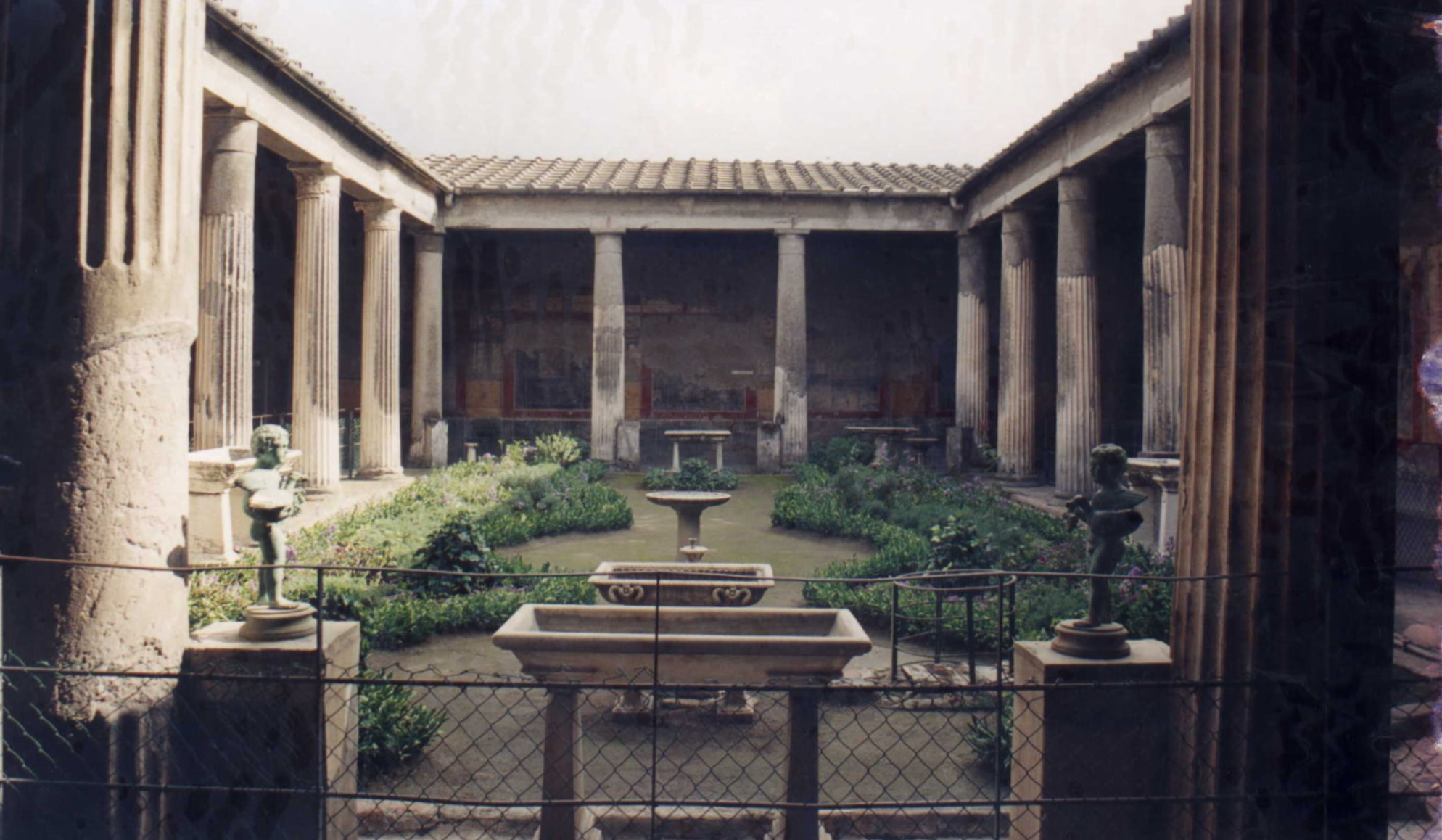
Peristilo da Casa dos Vécios, em Pompeia

O Peristilo (em latim: peristȳlum; em grego clássico: περίστυλος) é a galeria de colunas que rodeia um edifício ou parte dele; ou o recinto rodeado de colunas ("como os átrios").
Nos templos gregos, o peristilo assemelha-se a um corredor coberto e circundante, aberto lateralmente através de uma ou mais fiadas de colunas, circundando a estrutura central (por vezes tripartida: nau, pronau e opistódomo) dos templos.
No Império Romano, as casas (domus) dos cidadãos abastados possuíam igualmente um peristilo. Ao redor do peristilo dispunham-se as dependências mais importantes da residência: a êxedra (a sala de estar), o triclínio (a sala de comer) e o tablino (o escritório). As visitas de maior nível social ou amizade do dono da casa eram recebidas no peristilo, ao passo que os clientes de menor importância eram atendidos nas zonas mais externas da casa, ou mesmo às portas da casa (ianua, ostium).

## Galeria

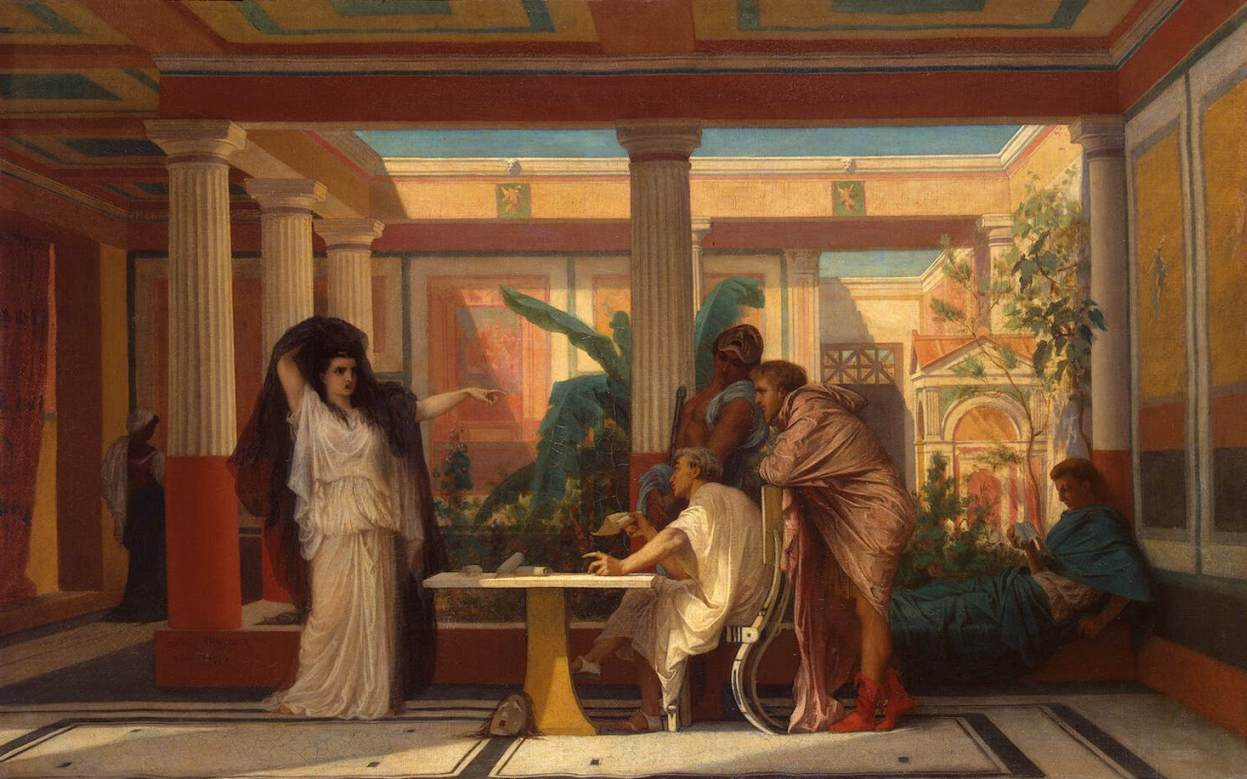
Ensaio teatral em casa de um antigo poeta romano, Gustave Boulanger, 1855
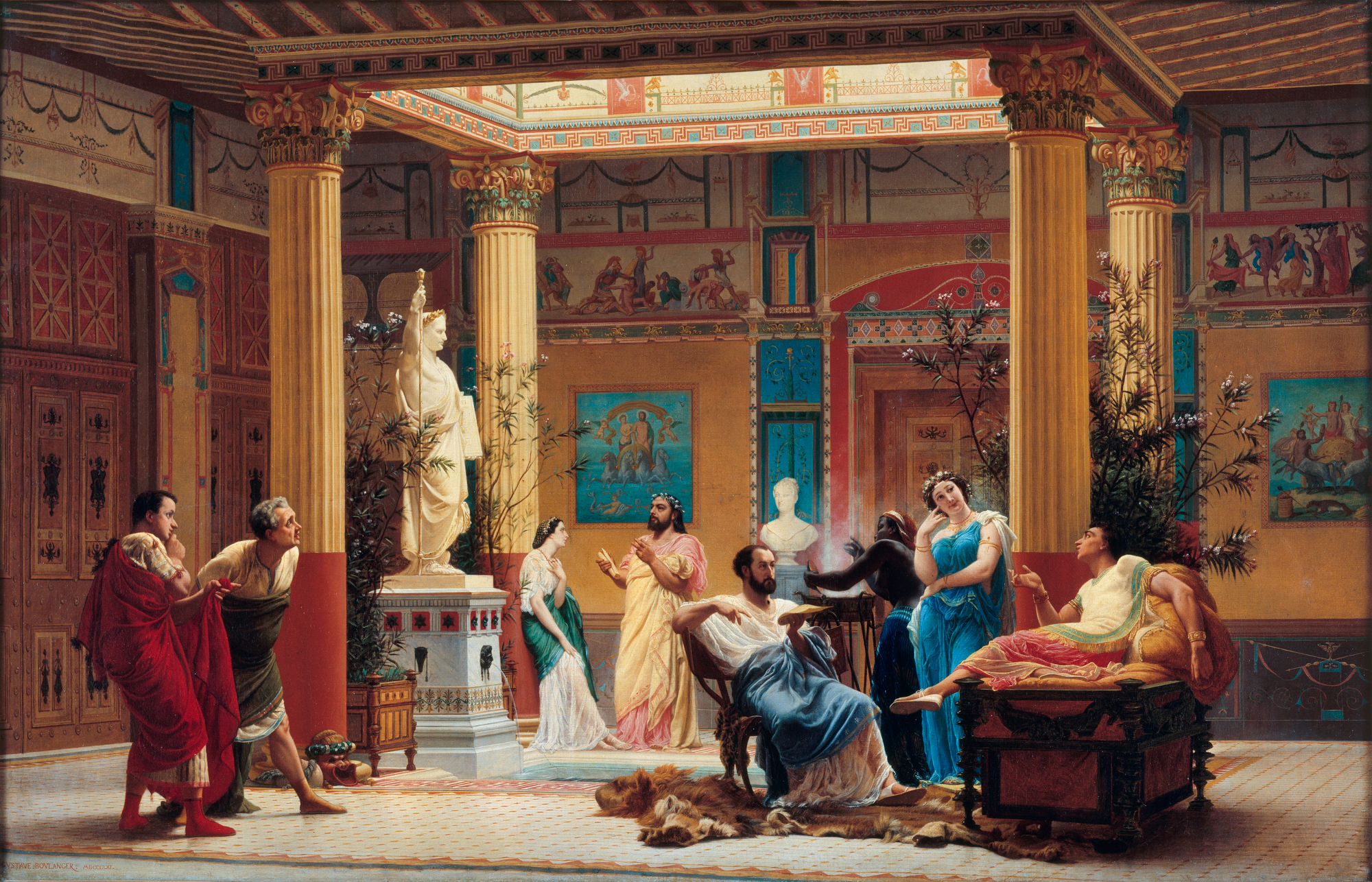
A mulher de Diómedes no átrio da mansão de Pompeia do príncipe Napoleão, Gustave Boulanger, 1860
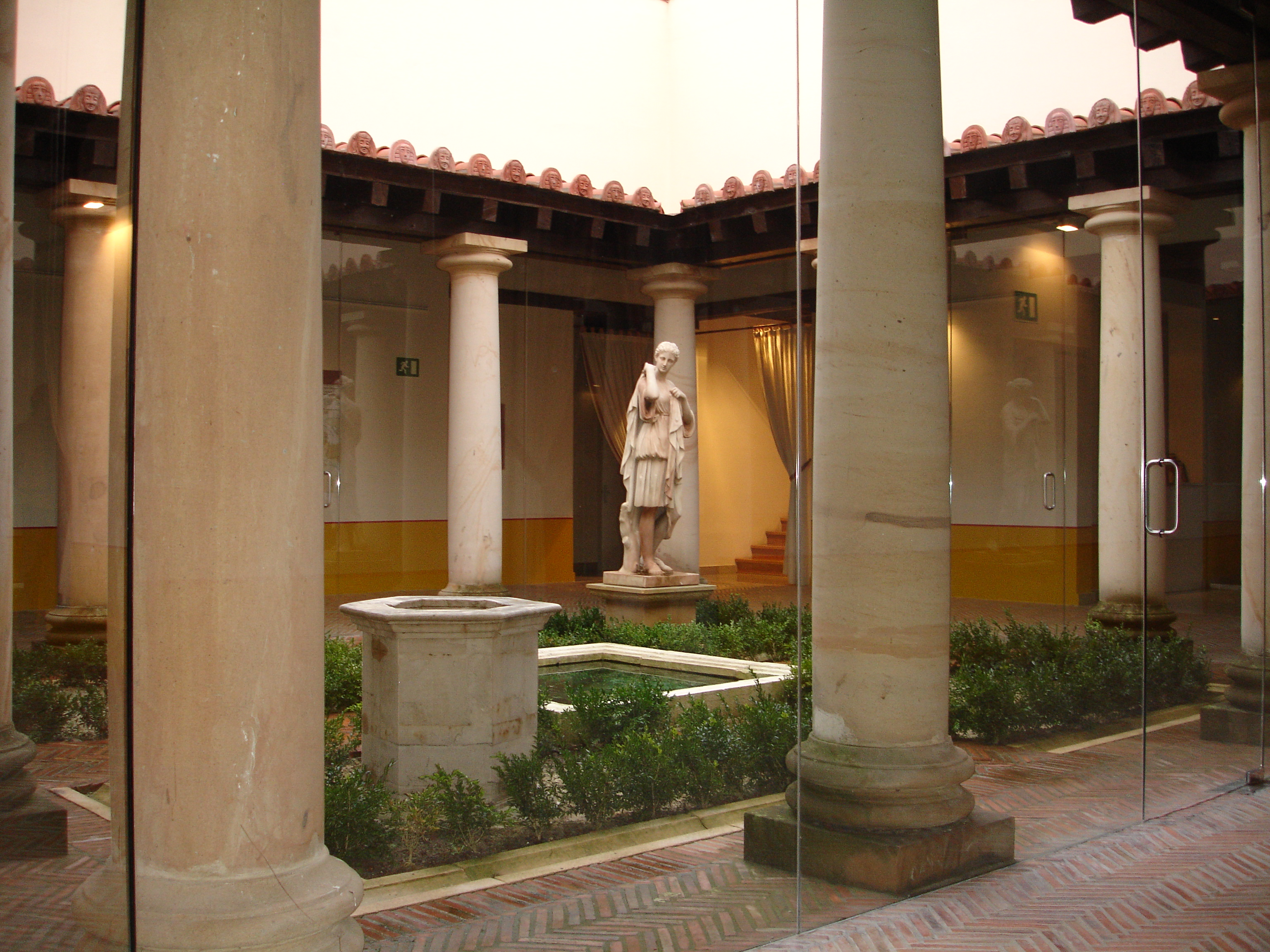
Reconstrução do domus de Julióbriga, Espanha
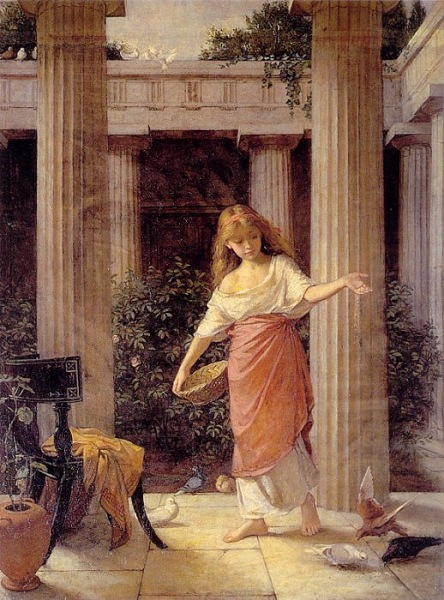
No Peristilo, John William Waterhouse, 1874
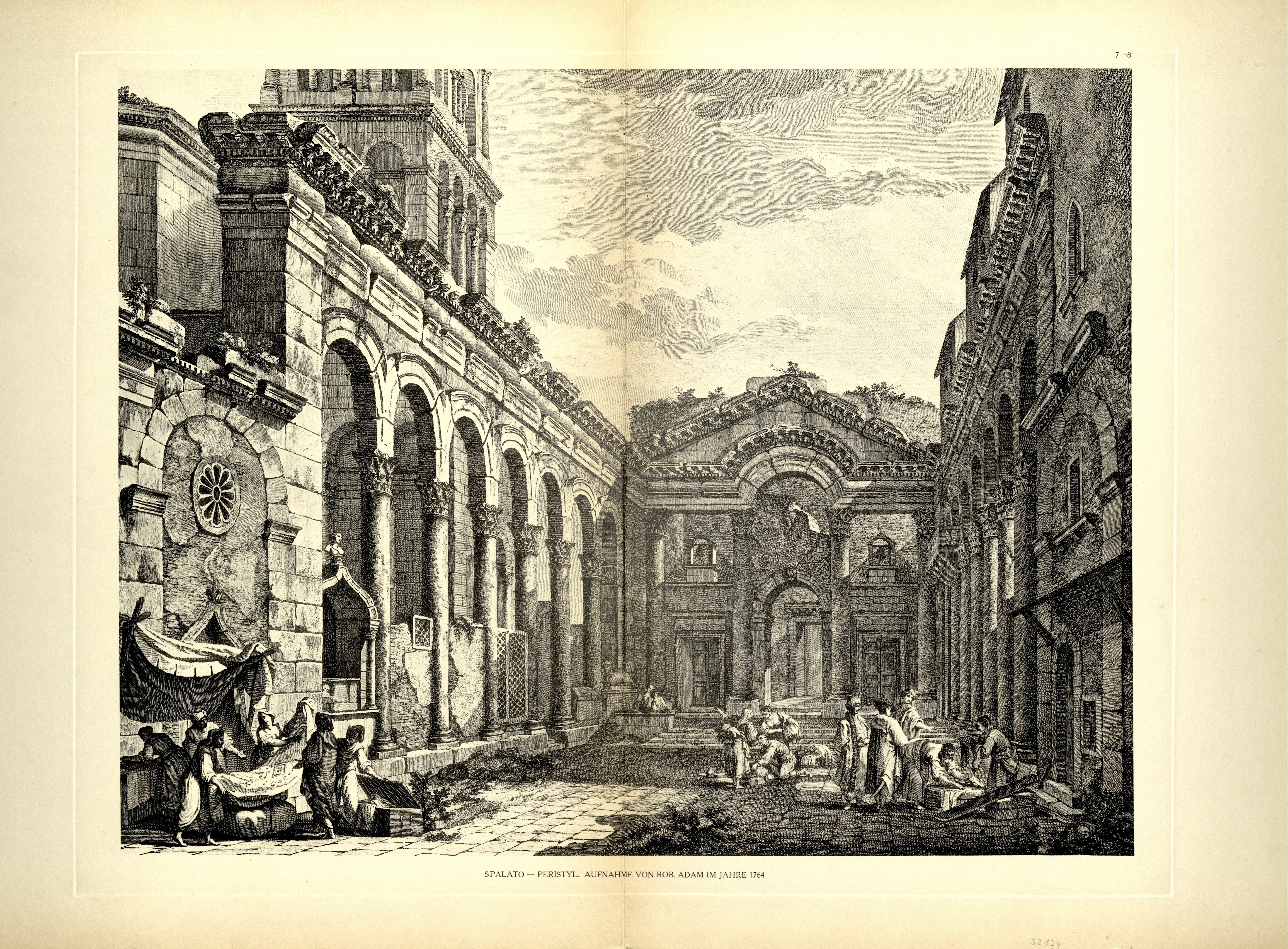
Peristilo do Palácio de Diocleciano em Espalato
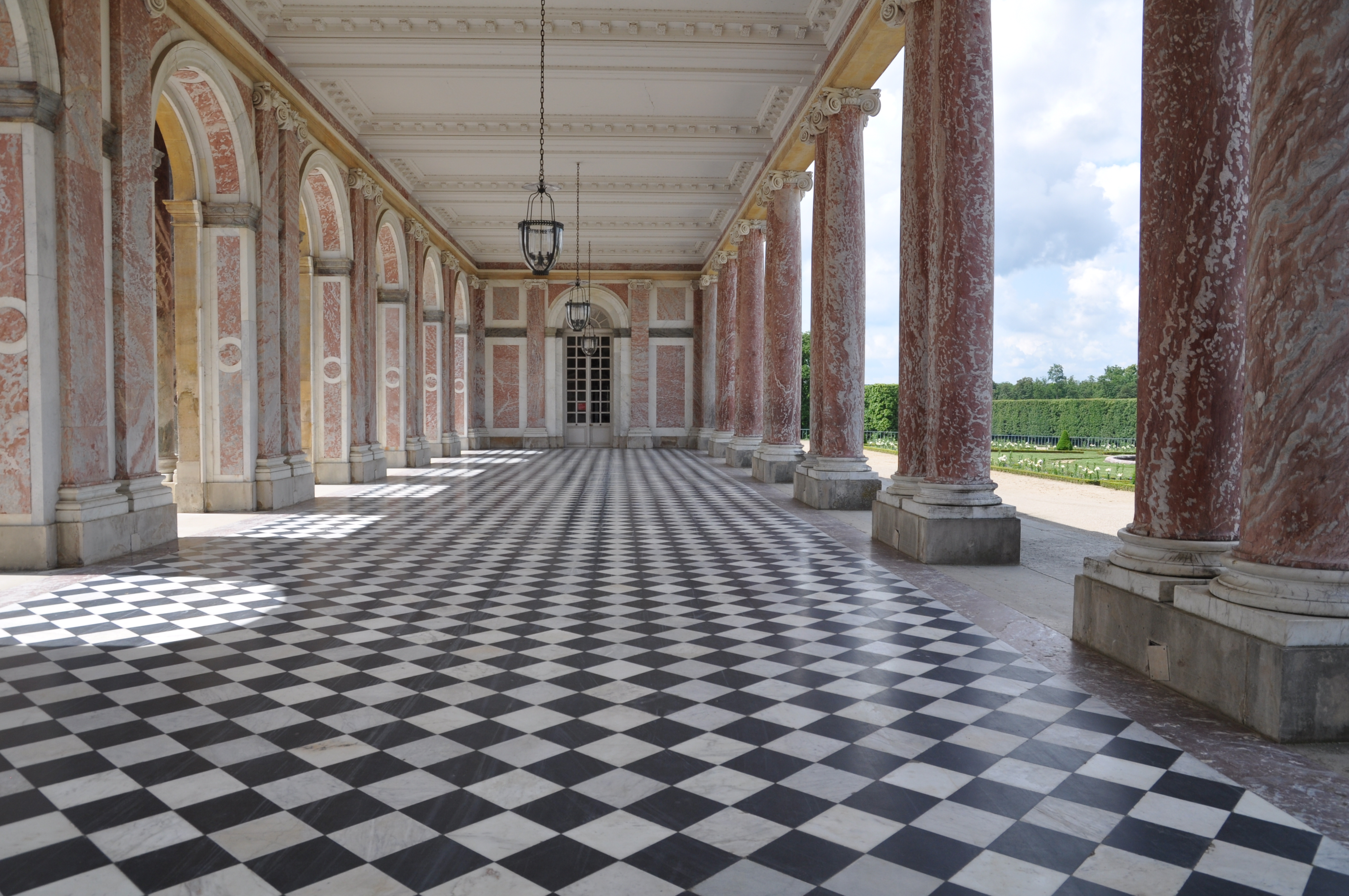
Peristilo do Grande Trianon